# Derfflinger (lớp tàu chiến-tuần dương)
Lớp tàu chiến-tuần dương Derfflinger là một lớp bao gồm ba tàu chiến-tuần dương của Hải quân Đế quốc Đức. Các con tàu này được đặt hàng trong Kế hoạch Chế tạo Hải quân 1912-1913 như là sự đáp trả lại việc Hải quân Hoàng gia Anh chế tạo ba chiếc tàu chiến-tuần dương mới thuộc lớp Lion vốn được hạ thủy vài năm trước đó. Lớp Moltke dẫn trước cùng với chiếc Seydlitz được nâng cấp đôi chút là tiêu biểu cho việc kết thúc sự tiến hóa thế hệ tàu chiến-tuần dương thứ nhất của Đức. Lớp Derfflinger tích hợp nhiều cải tiến đáng kể, bao gồm dàn pháo chính lớn hơn và được bố trí toàn bộ trên trục dọc nhằm loại bỏ việc tháp pháo giữa tàu có góc bắn giới hạn. Con tàu cũng lớn hơn đáng kể so với lớp dẫn trước; tuy nhiên, lớp Derfflinger lại sử dụng cùng một hệ thống động lực như lớp trước, và kết quả là với một trọng lượng choán nước lớn hơn, chúng chậm hơn đôi chút.
Lớp tàu này bao gồm ba chiếc: Derfflinger, Lützow và Hindenburg, cả ba đều đã hoạt động cùng Hạm đội Biển khơi Đức trong Chiến tranh Thế giới thứ nhất. Derfflinger được đưa vào hoạt động không lâu sau khi chiến tranh nổ ra, và đã hiện diện trong hầu hết các hoạt động hải quân tại Bắc Hải, bao gồm trận Dogger Bank và trận Jutland. Lützow được đưa vào hoạt động vào tháng 8 năm 1915 và chỉ tham gia cuộc bắn phá Yarmouth trước khi bị đánh chìm trong trận Jutland. Hindenburg chỉ được đưa vào hoạt động cùng hạm đội vào tháng 5 năm 1917 nên đã không tham gia hoạt động đáng kể nào. Derfflinger và Hindenburg đã bị lưu giữ tại Scapa Flow sau khi có thỏa thuận ngừng bắn vào tháng 11 năm 1918. Trong khi số phận của chúng còn chưa được định đoạt, Chuẩn đô đốc Ludwig von Reuter, người chỉ huy Hạm đội Đức bị lưu giữ, đã ra lệnh đánh đắm các con tàu trong một nỗ lực tránh cho chúng khỏi bị Hải quân Hoàng gia Anh chiếm.

## Thiết kế
Lớp tàu chiến-tuần dương Derfflinger là kết quả của Đạo luật Hải quân thứ tư, cũng là sau cùng, được thông qua vào năm 1912. Đô đốc Alfred von Tirpitz sử dụng phản ứng mạnh mẽ của công luận đối với việc Anh Quốc can thiệp vào vụ Khủng hoảng Agadir năm 1911 nhằm gây áp lực đối với Quốc hội Đức để phân bổ thêm ngân sách cho Hải quân. Đạo luật Hải quân thứ tư đảm bảo kinh phí đóng ba tàu chiến dreadnought mới, hai tàu tuần dương hạng nhẹ và tăng cường thêm 15.000 sĩ quan và thủy thủ cho Hải quân vào năm 1912. Ba chiếc dreadnought được thông qua bởi đạo luật này chính là Derfflinger, Lützow và Hindenburg. Việc thiết kế hai chiếc đầu tiên được bắt đầu vào tháng 10 năm 1910 và tiếp tục cho đến tháng 6 năm 1911; Hindenburg được chế tạo với một thiết kế cải biến đôi chút, vốn được tạo ra từ tháng 5 đến tháng 10 năm 1912.
Khi công việc thiết kế bắt đầu, Hải quân được yêu cầu đưa ra những đề nghị nhằm khắc phục những khiếm khuyết tìm thấy trên những lớp tàu chiến-tuần dương dẫn trước, chủ yếu bao gồm hệ thống động lực và dàn pháo chính. Các tàu chiến-tuần dương trước đây sử dụng bốn trục động cơ; việc giảm xuống còn ba trục cho phép các con tàu mới trang bị một động cơ diesel cho trục giữa, vốn sẽ giúp làm tăng tầm xa hoạt động, thuận tiện trong việc tiếp nhiên liệu đồng thời giảm số nhân sự cần đến cho phòng động cơ. Hải quân cũng tranh luận về việc gia tăng kích cỡ dàn pháo chính từ 28 cm (11 in) lên kiểu vũ khí 30,5 cm (12,0 in) mạnh mẽ hơn. Đó là do trong thực tế các thiết giáp hạm mới nhất của Anh có đai giáp dày hơn, cho đến 300 milimét (12 in). Vì các tàu chiến-tuần dương Đức được dự định để hoạt động trong hàng chiến trận, vũ khí của chúng phải đủ mạnh để xuyên thủng vỏ giáp của các đối thủ Anh. Trọng lượng tăng thêm được bù trừ bằng cách giảm số khẩu pháo từ 10 xuống còn 8, nên việc gia tăng cỡ nòng dàn pháo chính chỉ làm trọng lượng choán nước của con tàu tăng thêm 36 tấn (35 tấn Anh). Tuy nhiên Đô đốc Tirpitz lại phản đối việc gia tăng cỡ nòng dàn pháo chính khi ông cho rằng pháo 28 cm (11 in) đã đủ mạnh.
Một phương thức chế tạo mới được áp dụng nhằm tiết kiệm trọng lượng. Các tàu chiến-tuần dương trước đây có cấu trúc kết hợp các khung thép ngang và dọc; những chiếc thuộc lớp Derfflinger loại bỏ các khung ngang, chỉ sử dụng các khung dọc; nó cho phép con tàu duy trì được sức mạnh cấu trúc mà lại nhẹ hơn. Giống như những tàu chiến chủ lực trước đó, khoảng trống giữa vách lườn và vách ngăn chống ngư lôi được dùng để chứa than.
Vào ngày 1 tháng 9 năm 1910, ủy ban thiết kế chọn kiểu pháo 30,5 cm bố trí trên bốn tháp pháo nòng đôi đặt trên trục dọc của con tàu. Sơ đồ vỏ giáp được giữ lại như trên chiếc Seydlitz. Cũng trong thời gian đó, áp lực từ phía công luận và báo chí Anh đã thúc đẩy Quốc hội Anh tăng cường việc đóng tàu chiến. Kaiser Wilhelm II yêu cầu thời gian đóng các tàu chiến-tuần dương mới phải được rút ngắn xuống hai năm thay vì ba năm. Việc này được xem là không khả thi, vì các nhà thầu vỏ giáp và vũ khí không thể cung cấp vật liệu kịp thời theo tiến độ.

### Các đặc tính chung

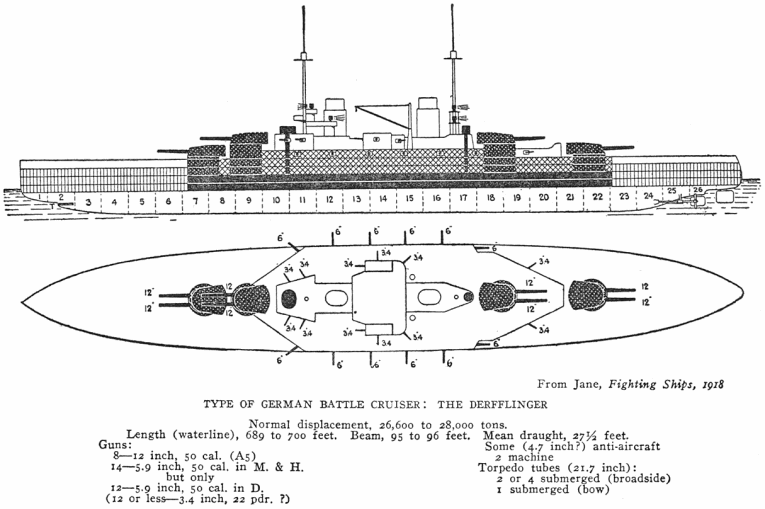
Sơ đồ lớp Derfflinger như được mô tả trong Jane's Fighting Ships 1919

Derfflinger và Lützow có chiều dài ở mực nước 210 m (690 ft) và chiều dài chung 210,4 m (690 ft); Hindenburg dài hơn đôi chút với 212,5 m (697 ft) ở mực nước và chiều dài chung212,8 m (698 ft). Cả ba có chiều rộng mạn thuyền 29 m (95 ft), và độ sâu của mớn nước từ 9,2 m (30 ft) phía mũi đến 9,57 m (31,4 ft) phía đuôi. Hai chiếc đầu được thiết kế với trọng lượng choán nước tiêu chuẩn 26.600 tấn (26.200 tấn Anh; 29.300 tấn Mỹ), và tải trịng chiến đấu là 31.200 tấn (30.700 tấn Anh; 34.400 tấn Mỹ); Hindenburg hơi nặng hơn với trọng lượng choán nước tiêu chuẩn 26.947 tấn (26.521 tấn Anh; 29.704 tấn Mỹ), và 31.500 tấn (31.000 tấn Anh; 34.700 tấn Mỹ) khi đầy tải. Lườn tàu được cấu trúc bởi các khung thép dọc, trên đó các tấm thép vỏ tàu được ghép bằng đinh tán. Lườn của Derfflinger có 16 ngăn kín nước, Lützow và Hindenburg có thêm một ngăn kín nước bổ sung thứ 17. Cả ba con tàu đều có một đáy kép chiếm 65% chiều dài con tàu. Đây là một điểm thụt lùi so với các tàu chiến-tuần dương trước đó, vốn có một đáy kép kéo dài ít nhất 75% chiều dài lườn tàu.
Các con tàu được Hải quân Đức đánh giá như những tàu đi biển xuất sắc. Những chiếc trong lớp Derfflinger được mô tả có chuyển động nhẹ nhàng, cho dù chúng bị ướt ở sàn bố trí tháp pháo ụ. Các con tàu bị mất cho đến 65% tốc độ khi cặp bánh lái được bẻ gắt, và nghiêng cho đến 11°. Điều này lớn hơn so với mọi thiết kế tàu chiến-tuần dương trước đó, và kết quả là các thùng chống lật được trang bị cho Derfflinger. Cả ba chiếc trong lớp đều có chiều cao khuynh tâm là 2,6 m (8,5 ft). Thủy thủ đoàn tiêu chuẩn của mỗi con tàu gồm 44 sĩ quan và 1.068 thủy thủ; và khi phục vụ như là soái hạm của Đội tuần tiễu 1, các con tàu còn nhận thêm 14 sĩ quan và 62 thủy thủ. Những chiếc trong lớp Derfflinger mang theo một số xuồng nhỏ, bao gồm bao gồm một xuồng gác, ba xuồng chỉ huy, hai xuồng đổ bộ, hai xuồng yawl và hai xuồng nhỏ.

### Hệ thống động lực
Vào lúc mà công việc chế tạo Derfflinger được bắt đầu, người ta xác định động cơ diesel đã không sẵn sàng để hoạt động. Vì thế kế hoạch sử dụng một hệ thống động lực gồm ba trục bị hủy bỏ và các con tàu quay trở lại cách sắp xếp bốn trục tiêu chuẩn. Mỗi con tàu được trang bị hai bộ turbine hơi nước kiểu thủy quân, mỗi bộ dẫn động một cặp chân vịt có đường kính 3,9 m (13 ft) đối với Derfflinger và Lützow, và 4 m (13 ft) đối với Hindenburg. Mỗi bộ turbine bao gồm một cặp turbine áp lực cao và áp lực thấp, trong đó turbine áp lực cao dẫn động trục chân vịt phía ngoài còn turbine áp lực thấp dẫn động trục chân vịt phía trong. Hơi nước được cung cấp đến các turbine từ 14 nồi hơi kép đốt than kiểu thủy quân và 8 nồi hơi đốt dầu hai đầu kiểu thủy quân. Mỗi con tàu còn được trang bị một cặp máy phát turbine và một cặp máy phát diesel, cung cấp tổng cộng 1.660 kw ở điện áp 220 V.. Mỗi con tàu có hai bánh lái.
Hệ thống động lực của hai chiếc đầu được dự định thiết kế để cung cấp công suất 63.000 mã lực càng (47.000 kW) ở tốc độ động cơ 280 vòng mỗi phút; vốn sẽ cho phép chúng đạt được tốc độ tối đa 26,5 hải lý trên giờ (49,1 km/h; 30,5 mph). Tuy nhiên khi chạy thử máy, động cơ của Derfflinger cung cấp công suất lên đến 76.634 mã lực càng (57.146 kW) nhưng chỉ đạt tốc độ tối đa 25,5 hải lý trên giờ (47,2 km/h; 29,3 mph). Động cơ của Lützow đạt được công suất 80.988 shp (60.393 kW) và có tốc độ tối đa 26,4 hải lý trên giờ (48,9 km/h; 30,4 mph). Hệ thống động lực của Hindenburg được thiết kế để cung cấp công suất 72.000 shp (54.000 kW) ở tốc độ động cơ 290 vòng mỗi phút, cho phép nó đạt được tốc độ tối đa 27 hải lý trên giờ (50 km/h; 31 mph); khi chạy thử máy nó đạt được công suất 95.777 shp (71.421 kW) và tốc độ 26,6 hải lý trên giờ (49,3 km/h; 30,6 mph). Derfflinger có thể mang theo 3.500 t (3.400 tấn Anh; 3.900 tấn Mỹ) than và 1.000 t (980 tấn Anh; 1.100 tấn Mỹ) dầu đốt; ở tốc độ đường trường 14 hải lý trên giờ (26 km/h; 16 mph) nó có tầm hoạt động 5.600 hải lý (10.400 km). Lützow mang theo 3.700 t (3.600 tấn Anh; 4.100 tấn Mỹ) than và 1.000 tấn dầu đốt, cho dù nó không đạt được ưu thế nào hơn so với con tàu chị em Derfflinger. Hindenburg cũng mang theo 3.700 tấn than và 1.200 t (1.200 tấn Anh; 1.300 tấn Mỹ) dầu đốt, cho phép nó có tầm hoạt động 6.100 hải lý (11.300 km) khi đi đường trường ở tốc độ 14 knot.

### Vũ khí

Các tháp pháo phía trước của Derfflinger

Những chiếc trong lớp Derfflinger được trang bị tám khẩu pháo 30,5 cm (12,0 in) SK L/50 bố trí trên bốn tháp pháo nòng đôi, gồm một cặp bắn thượng tầng phía trước cấu trúc thượng tầng và một cặp tương tự phía đuôi. Trên hai chiếc đầu, các khẩu pháo được đặt trên bệ kiểu Drh.L C/1912, và nâng cấp lên bệ kiểu Drh.L C/1913 trên chiếc Hindenburg; các tháp pháo được xoay bằng động cơ điện nhưng bản thân khẩu pháo được nâng bằng thủy lực cho đến góc 13°5. Các khẩu pháo bắn ra đạn pháo xuyên thép nặng 405,5 kg (894 lb) ở lưu tốc đầu đạn 855 m/s (2.810 ft/s). Ở góc nâng 13°5, đạn pháo có thể bắn trúng mục tiêu ở khoảng cách 18.000 m (20.000 yd). Các tháp pháo được cải tiến vào năm 1916 để tăng góc nâng tối đa lên 16°, giúp gia tăng tầm bắn tối đa lên 20.400 m (22.300 yd). Các con tàu mang theo tổng cộng 720 quả đạn pháo, tức 90 quả đạn cho mỗi khẩu, bao gồm 65 quả đạn pháo xuyên thép (AP) và 35 quả đạn pháo bán xuyên thép (semi-AP) dành cho các mục tiêu bọc giáp kém hơn. Kiểu pháo 30,5 cm có tốc độ bắn từ 2 đến 3 phát mỗi phút, và được hy vọng sẽ bắn được 200 phát trước khi cần phải thay nòng. Chúng còn có khả năng bắn loại đạn nổ nặng 405,9 kg (895 lb). Đạn pháo được nạp hai liều thuốc phóng RPC/12: liều chính chứa trong vỏ đồng nặng 91 kg (201 lb) và liều mồi chứa trong bao lụa nặng 34,5 kg (76 lb). Hầm chứa thuốc phóng được bố trí bên dưới phòng đạn pháo cho hai tháp pháo phía trước cũng như tháp pháo bắn thượng tầng phía sau, nhưng đảo ngược lại đối với tháp pháo tận cùng phía đuôi.
Các con tàu ban đầu được thiết kế để mang theo mười bốn khẩu pháo 15 cm (5,9 in) SK L/45 bố trí trong các tháp pháo ụ dọc theo cấu trúc thượng tầng. Vì Derfflinger phải được trang bị các thùng chống lật, hai trong số các tháp pháo ụ của nó phải tháo dỡ để lấy chỗ trống trong lườn tàu; còn Lützow và Hindenburg trang bị đủ số pháo như thiết kế. Mỗi khẩu pháo được cung cấp 160 quả đạn pháo, bắn ra với lưu tốc đầu đạn 835 m/s (2.740 ft/s) và có tầm bắn xa tối đa 13.500 m (14.800 yd), và sau này được mở rộng lên 16.800 m (18.400 yd). Các khẩu pháo duy trì được tốc độ bắn từ năm đến bảy phát mỗi phút; mỗi quả đạn pháo nặng 45,3 kg (100 lb) và được nạp một liều thuốc phóng RPC/12 nặng 13,7 kg (30 lb) chứa trong vỏ đồng. Nòng pháo được kỳ vọng sẽ bắn được 1.400 phát trước khi phải thay thế.
Số lượng pháo 8,8 cm (3,5 in) SK L/45 mà mỗi con tàu mang theo thay đổi theo những cấu hình khác nhau. Ban đầu chúng được thiết kế để mang tám khẩu pháo như vậy, tất cả đều được đặt trên các bệ nòng đơn gồm bốn ở cấu trúc thượng tầng phía trước và bốn ở cấu trúc thượng tầng phía sau. Các con tàu cũng mang bốn khẩu 8,8 cm Flak L/45 phòng không đặt chung quanh ống khói trước ngoại trừ Lützow bố trí chúng chung quanh ống khói sau. Sau năm 1916, bốn khẩu ở cấu trúc thượng tầng phía trước được tháo dỡ. Các khẩu Flak được đặt trên bệ MPL C/13, cho phép có góc hạ tối đa −10° và nâng tối đa 70°. Kiểu vũ khí này bắn đạn pháo nặng 9 kg (20 lb) và có trần bắn hiệu quả 9.150 m (30.020 ft) ở góc nâng 70°.
Các con tàu còn được trang bị ống phóng ngư lôi ngầm dọc theo lườn tàu, gồm một ống trước mũi, một phía đuôi và một ống mỗi bên mạn tàu. Derfflinger có kiểu ống phóng 50 cm (20 in), trong khi những chiếc sau được trang bị kiểu 60 cm (24 in) mạnh mẽ hơn. Kiểu ngư lôi 50 cm G7 của Derfflinger dài 7,02 m (276 in) và trang bị đầu đạn chứa 195 kg (430 lb) chất nổ Hexanite; chúng có tầm xa 4.000 m (4.400 yd) khi cài ở tốc độ 37 kn (69 km/h) hoặc 9.300 m (10.200 yd) ở tốc độ 27 kn (50 km/h). Ngư lôi 60 cm trên những chiếc sau thuộc kiểu H8, dài 8 m (310 in) với đầu đạn 210 kg (460 lb) Hexanite; chúng có tầm xa 6.000 m (6.600 yd) ở tốc độ 36 kn (67 km/h) nhưng khi cài ở tốc độ 30 kn (56 km/h) sẽ có tầm xa mở rộng đáng kể lên đến 14.000 m (15.000 yd).

### Vỏ giáp
Những chiếc trong lớp Derfflinger được bảo vệ bằng thép giáp Krupp như là tiêu chuẩn cho mọi tàu chiến chủ lực của Đức vào thời đó. Chúng có đai giáp chính dày 300 mm (12 in) ở phần giữa thành trì của con tàu, nơi được bố trí hầu hết các thành phần trọng yếu bao gồm hầm đạn và các khoang động cơ. Đai giáp được làm mỏng hơn ở các khu vực ít quan trọng, dày cho đến 120 mm (4,7 in) ra phía trước và 100 mm (3,9 in) ra phía sau. Đai giáp được vuốt mỏng còn 30 mm (1,2 in) ở mũi tàu, nhưng phía đuôi hoàn toàn không được bọc giáp. Một vách ngăn chống ngư lôi dày 45 mm (1,8 in) chạy suốt chiều dài con tàu cách vài mét phía sau đai giáp. Lớp bọc giáp cho sàn tàu chính có độ dày từ 30 mm (1,2 in) ở những nơi ít quan trọng cho đến 80 mm (3,1 in) ở những vùng trọng yếu của con tàu.
Tháp chỉ huy phía trước được bảo vệ bởi một vỏ giáp nặng: các mặt hông dày 300 mm (12 in) và nóc dày 130 mm (5,1 in). Tháp chỉ huy phía sau được bảo vệ kém hơn, các mặt hông chỉ dày 200 mm (7,9 in) và nóc có vỏ giáp dày 50 mm (2,0 in). Các tháp pháo của dàn pháo chính cũng được bảo vệ rất mạnh: các mặt tháp pháo dày 270 mm (11 in) và nóc tháp pháo dày 110 mm (4,3 in). Riêng trên chiếc Hindenburg, độ dày vỏ giáp nóc tháp pháo được tăng lên 150 mm (5,9 in). Tháp pháo ụ dành cho dàn pháo hạng hai 15 cm được bọc giáp dày 150 mm (5,9 in); trong khi bản thân khẩu pháo còn có một lá chắn dày 70 mm (2,8 in) bảo vệ cho các pháo thủ tránh mảnh đạn pháo.

## Chế tạo

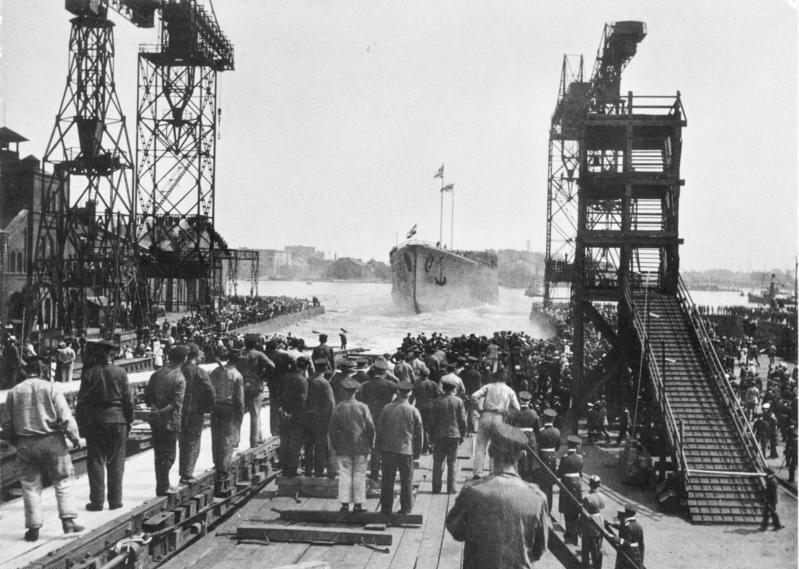
Hindenburg đang được hạ thủy vào ngày 1 tháng 8 năm 1915

Trong tổng số ba chiếc trong lớp, chỉ có Derfflinger được đặt hàng như một bổ sung cho hạm đội dưới cái tên tạm thời "K". Hai chiếc kia được dự định nhằm thay thế cho các con tàu cũ đã lạc hậu: Lützow được đặt hàng dưới cái tên Ersatz Kaiserin Augusta để thay thế cho chiếc tàu tuần dương bảo vệ cũ Kaiserin Augusta, còn hợp đồng chế tạo Hindenburg được phát hành dưới cái tên tạm thời Ersatz Hertha để thay thế cho chiếc tàu tuần dương bảo vệ Hertha.
Derfflinger được chế tạo tại xưởng tàu của hãng Blohm & Voss ở Hamburg dưới số hiệu chế tạo 213. Nó là chiếc ít tốn kém nhất với chi phí 56 triệu Mác Vàng Đức. Con tàu đã sẵn sàng để được hạ thủy vào ngày 14 tháng 6 năm 1913, nhưng trong buổi lễ hạ thủy, một trong những tấm gỗ trượt lót dưới lườn tàu bị kẹt, nên nó chỉ thực sự xuống nước gần một tháng sau đó, vào ngày 12 tháng 7. Nó được đưa ra hoạt động cùng Hạm đội Biển khơi Đức vào ngày 1 tháng 9 năm 1914, không lâu sau khi Chiến tranh Thế giới thứ nhất nổ ra. Lützow được chế tạo tại xưởng tàu của hãng Schichau ở Danzig dưới số hiệu chế tạo 885 và với chi phí 58 triệu Mác; con tàu được hạ thủy vào ngày 29 tháng 11 năm 1913, và sau những đợt chạy thử máy kéo dài, nó được đưa ra hoạt động vào ngày 8 tháng 8 năm 1915. Hindenburg, thành viên cuối cùng của lớp, được chế tạo tại Xưởng tàu Đế chế ở Wilhelmshaven dưới số hiệu chế tạo 34. Nó được đóng với chi phí 59 triệu Mác, đắt nhất trong số ba con tàu. Nó được hạ thủy vào ngày 1 tháng 8 năm 1915 và được đưa ra hoạt động vào ngày 10 tháng 5 năm 1917.

## Lịch sử hoạt động

### SMSDerfflinger
Được đặt tên theo Georg von Derfflinger, một Thống chế Đức từng tham gia cuộc Chiến tranh ba mươi năm, Derfflinger được đưa ra hoạt động vào ngày 1 tháng 9 năm 1914. Một thủy thủ đoàn là công nhân xưởng tàu đã lái nó từ Hamburg đến Kiel ngang qua Skagen. Con tàu được phân về Đội Tuần tiễu 1 vào cuối tháng 10; tuy nhiên, turbine bị hư hại trong khi đang chạy thử máy đã ngăn trở nó hoạt động thường trực cho đến ngày 16 tháng 11. Vào ngày 15 tháng 12 năm 1914, Derfflinger tham gia cuộc bắn phá Scarborough, Hartlepool và Whitby. Nó cũng hiện diện trong trận Dogger Bank vào ngày 24 tháng 1 năm 1915, nơi nó bị bắn trúng một quả đạn pháo 13,5 in (340 mm) từ một trong các tàu chiến-tuần dương Anh. Đáp trả lại, nó cũng gây hư hại nặng cho chiếc tàu chiến-tuần dương Lion. Công việc sửa chữa Derfflinger hoàn tất vào ngày 16 tháng 2, nhưng turbine bên mạn phải của nó lại bị hư hại vào ngày 28 tháng 6, và con tàu lại phải trở vào ụ tàu cho đến tháng 8. Vào ngày 24 tháng 4 năm 1916 Derfflinger tham gia cuộc bắn phá Yarmouth.

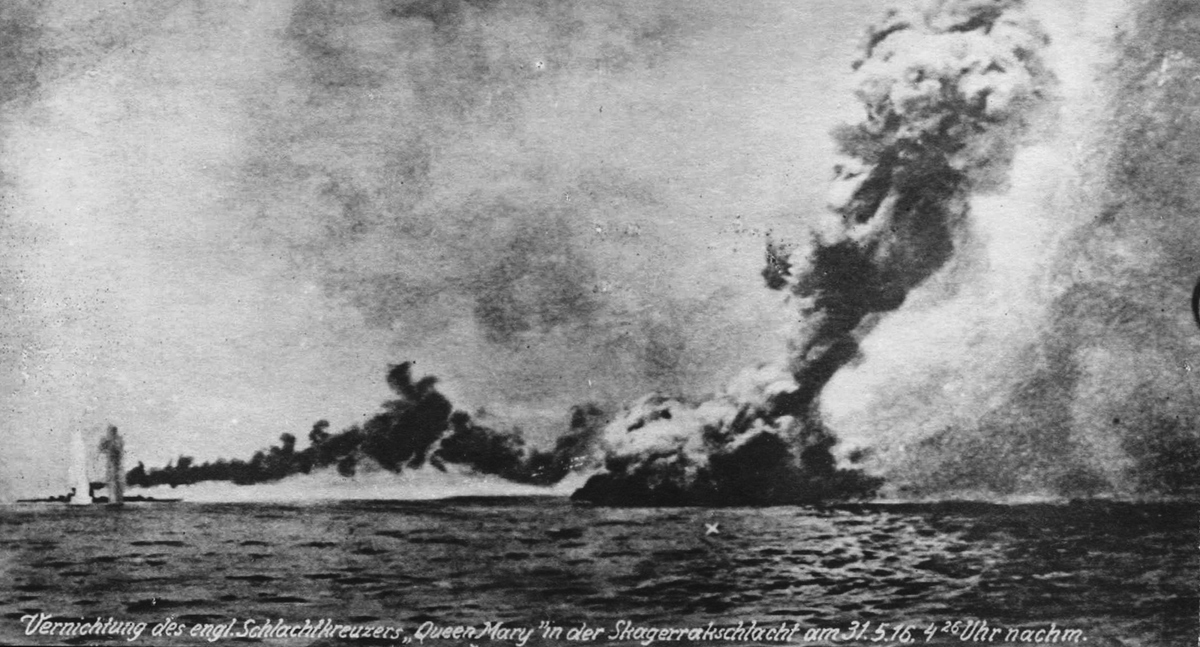
Hầm đạn của Queen Mary đang nổ tung

Vào ngày 31 tháng 5, Derfflinger tham gia Trận Jutland và là chiếc thứ hai trong hàng tàu chiến-tuần dương Đức. Nó chịu đựng 21 phát đạn pháo hạng nặng bắn trúng trong suốt trận chiến, nhưng cũng gây thiệt hại đáng kể cho lực lượng tàu chiến-tuần dương Anh Quốc. Lúc 16 giờ 26 phút, Queen Mary chìm sau một vụ nổ hầm đạn làm vỡ đôi con tàu; nó đã phải chịu đựng một cơn mưa đạn pháo hạng nặng của Derfflinger và Seydlitz. Hai giờ sau, lúc 18 giờ 30 phút, Invincible chịu đựng một số phận tương tự, cho dù Derfflinger được sự trợ giúp từ con tàu chị em Lützow. Trong quá trình trận chiến, cả hai tháp pháo phía đuôi của Derfflinger đều bị bắn hỏng bởi hỏa lực pháo phía Anh; thủy thủ đoàn của nó chịu đựng tổn thất gồm 157 người thiệt mạng và 26 người bị thương, cao nhất trong số những con tàu không bị chìm. Sự chịu đựng ngoan cường khiến cho nó được đặt biệt danh "Iron Dog" từ các đối thủ Anh. Công việc sửa chữa kéo dài cho đến ngày 15 tháng 10, bao gồm việc thay thế cột ăn-ten hình trụ thành cột ăn-ten ba chân. Con tàu tiến hành huấn luyện cho đến tháng 11, lúc nó quay trở lại hoạt động thường trực cùng hạm đội.
Sau khi có thỏa thuận đình chiến vào tháng 11 năm 1918, Derfflinger cùng đa số lực lượng của Hạm đội Biển khơi Đức bị lưu giữ tại Scapa Flow. Sáng ngày 21 tháng 6 năm 1919, trong khi Hạm đội Anh rời Scapa Flow tiến hành thực tập huấn luyện, Chuẩn Đô đốc Ludwig von Reuter, quyền chỉ huy hạm đội Đức bị lưu giữ, truyền mệnh lệnh đánh đắm hạm đội. Kết quả là khoảng 66 con tàu thuộc nhiều loại khác nhau đã bị đánh chìm, trong số đó có Derfflinger, vốn chìm lúc 14 giờ 45 phút. Con tàu được cho nổi trở lại vào năm 1939 để tháo dỡ, nhưng việc Chiến tranh Thế giới thứ hai đã làm trì hoãn việc này. Vẫn trong tình trạng bị lật úp, con tàu được neo ngoài khơi đảo Risa cho đến năm 1946, khi nó được kéo về cảng Faslane nơi nó được tháo dỡ. Chiếc chuông của nó được trao trả cho Hải quân Liên bang Đức vào ngày 30 tháng 8 năm 1965.

### SMSLützow
Lützow được đặt tên theo Ludwig Adolf Wilhelm von Lützow, vị Trung tướng người Phổ từng tham gia cuộc Chiến tranh Napoleon. Con tàu được đưa ra hoạt động vào ngày 8 tháng 8 năm 1915, và sau đó tiến hành các cuộc chạy thử máy. Vào ngày 25 tháng 10, trong lúc đang chạy thử máy ngoài biển, turbine áp lực thấp bên mạn trái của nó bị hư hại nặng. Nó được gửi đến Kiel để sửa chữa, vốn kéo dài cho đến cuối tháng 1 năm 1916. Con tàu lại tiếp tục chạy thử máy cho đến ngày 19 tháng 2, lúc Lützow được xem hoàn toàn sẵn sàng hoạt động thường trực, và được phân về Đội Tuần tiễu 1 vào ngày 20 tháng 3 năm 1916. Nó tham gia hai cuộc xuất quân hạm đội, lần đầu vào ngày 25 tháng 3, và sau đó vào 21-22 tháng 4 mà không gặp sự kiện gì. Ngày hôm sau, 23 tháng 4, cùng với con tàu chị em Derfflinger và các tàu chiến-tuần dương Seydlitz, Moltke và Von der Tann, Lützow tham gia cuộc bắn phá Yarmouth. Trên đường đi đến mục tiêu, Seydlitz, soái hạm của Phó đô đốc Franz von Hipper, bị hư hại nặng do trúng thủy lôi; vì vậy Lützow phải đảm nhận vai trò soái hạm của hải đội. Trong trận chiến diễn ra sau đó, lực lượng tàu chiến-tuần dương Đức đụng độ với lực lượng hạng nhẹ của Anh; Lützow đối đầu với tàu tuần dương hạng nhẹ Anh Conquest và đã bắn trúng nó nhiều phát.

Invincible bị nổ tung

Trong trận Jutland, Lützow là chiếc dẫn đầu trong hàng tàu chiến-tuần dương và là soái hạm của Hipper; nó thu hút hỏa lực từ các tàu chiến-tuần dương Anh kể cả những phát bắn trúng bên dưới mực nước. Không lâu sau khi hai lực lượng đối địch nhau, Lützow bắn trúng đối thủ Lion nhiều phát; một phát đã trúng tháp pháo "Q" của Lion, và vụ nổ hầm đạn diễn ra tiếp theo đã suýt phá hủy chiếc tàu chiến Anh. Không lâu sau 19 giờ 00, các tàu tuần dương bọc thép Anh Defence và Warrior vô tình chạm trán với hàng chiến trận Đức; Lützow lập tức nổ súng, rồi được tiếp nối bởi các tàu chiến Đức khác. Kết quả là hầm đạn của Defence nổ tung và nó bị chìm. Cũng trong khoảng thời gian đó, các tàu chiến-tuần dương mới nguyên thuộc Hải đội Tàu chiến-Tuần dương 3 Anh Quốc bắt đầu đụng độ các đối thủ Đức. Từ 19 giờ 26 phút đến 19 giờ 34 phút, Lützow trúng bốn phát đạn pháo 12 inch từ các tàu chiến-tuần dương Anh vào phần mũi tàu, sau này trở thành những vết tử thương của nó. Dù vậy, lúc 19 giờ 30 phút, hỏa lực phối hợp của Lützow và Derfflinger đã phá hủy tàu chiến-tuần dương Anh Invincible. Đến 20 giờ 15 phút, Lützow trúng thêm năm phát nữa, bao gồm những phát trúng vào hai tháp pháo phía trước.
Cho đến 22 giờ 15 phút, Lützow đã bị ngập khoảng 2.400 t (2.400 tấn Anh) nước, và con tàu ngập sâu phía mũi một cách nguy hiểm. Sau nữa đêm, các nỗ lực tìm cách lái lui con tàu được tiến hành, nhưng mọi thứ đã không thành công vì phần mũi ngập sâu đã nâng phần đuôi tàu lên cao; và đến 02 giờ 20 phút ngày 1 tháng 6, chân vịt và cả hai bánh lái đều nhô cao khỏi mặt nước khiến nó hoàn toàn không thể điều khiển được nữa. Lệnh bỏ tàu được đưa ra, và đến 02 giờ 47 phút, Lützow bị tàu phóng lôi G38 đánh chìm. Con tàu bị mất do không thể kiểm soát được sự ngập nước phía mũi; hệ thống bơm phía trước bị hỏng và hệ thống trung tâm không đối phó được việc nước dâng cao. Thủy thủ đoàn được vớt bởi bốn tàu phóng lôi tháp tùng; và nó bị tổn thất 116 người thiệt mạng trong suốt trận chiến.

### SMSHindenburg

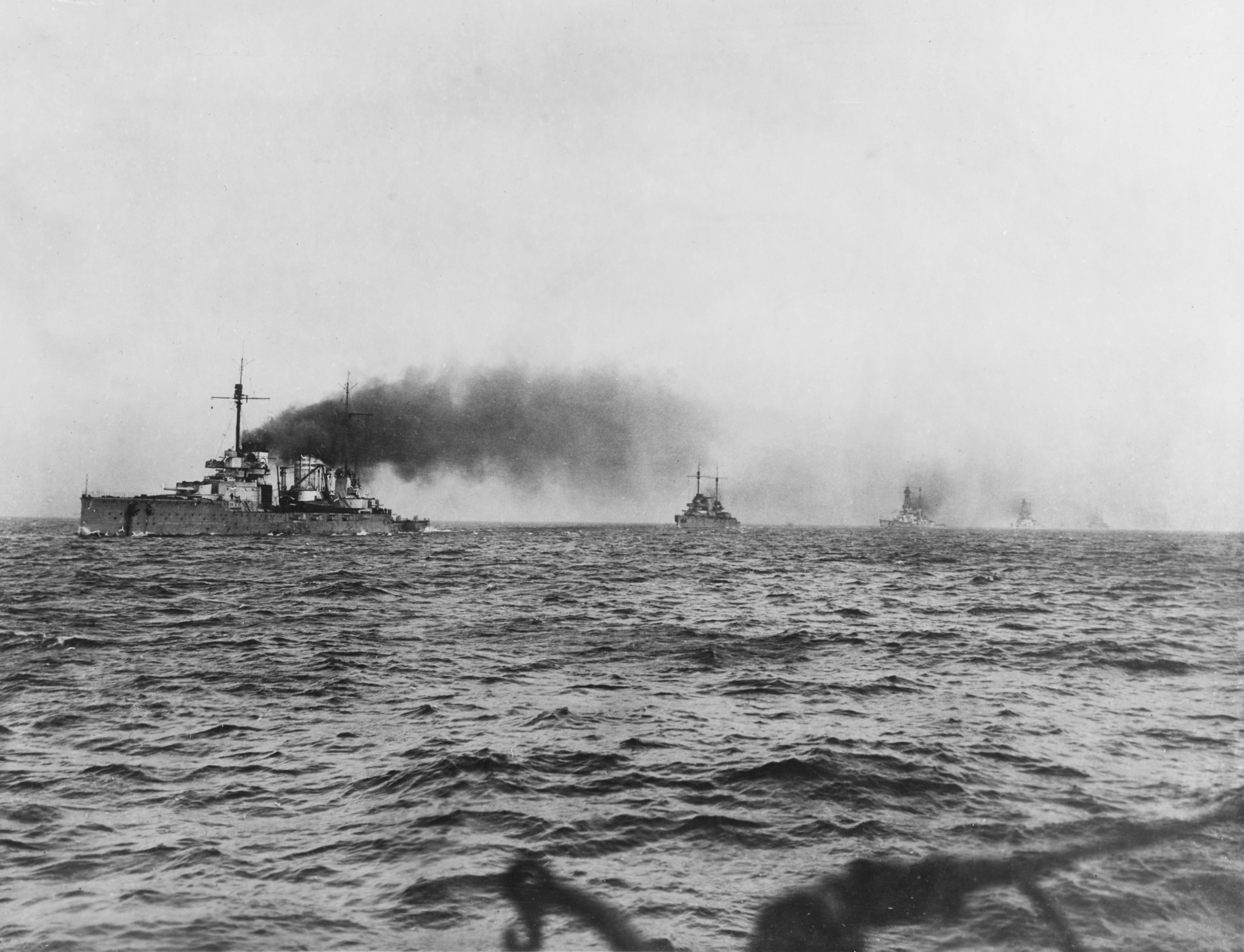
Các tàu chiến-tuần dương Đức trên đường đi đến Scapa Flow để bị lưu giữ sau khi đình chiến; Derfflinger và Hindenburg là những chiếc thứ ba và thứ tư trong hàng

Hindenburg là chiếc tàu chiến-tuần dương cuối cùng được hoàn tất cho Hải quân Đế quốc Đức, và vì vậy chỉ có một lịch sử hoạt động ngắn ngũi. Nó được đưa ra hoạt động vào ngày 10 tháng 5 năm 1917 và hoàn toàn sẵn sàng tác chiến vào ngày 20 tháng 10 năm 1917, quá trễ để có thể tham gia hoạt động đáng kể nào trong Chiến tranh Thế giới thứ nhất. Vào ngày 17 tháng 11, cùng với các tàu tuần dương hạng nhẹ của Đội Tuần tiễu 2, Hindenburg và Moltke đã hoạt động như lực lượng hỗ trợ xa cho các tàu quét mìn Đức ngoài khơi bờ biển Đức khi chúng bị các tàu chiến-tuần dương Anh tấn công. Tuy nhiên, cuộc bắn này khá ngắn ngũi; vào lúc Hindenburg và Moltke đi đến nơi, các con tàu Anh đã tách ra khỏi trận chiến và rút lui. Sáu ngày sau, Hindenburg thay phiên cho Seydlitz trong vai trò soái hạm của Đội Tuần tiễu 1. Ngày 23 tháng 4 năm 1918, con tàu tham gia một cuộc xuất quân vào Bắc Hải với ý định đánh chặn một đoàn tàu vận tải Đồng Minh. Moltke gặp phải trục trặc kỹ thuật trên đường đi, và kết quả là Phó đô đốc Hipper quyết định hủy bỏ chiến dịch. Vào ngày 11 tháng 8, Hipper được thăng lên Đô đốc và được giao quyền chỉ huy toàn bộ Hạm đội Biển khơi. Chuẩn đô đốc Ludwig von Reuter thay thế cho Hipper là tư lệnh Đội Tuần tiễu 1; ông đặt cờ hiệu của mình trên chiếc Hindenburg vào ngày hôm sau.
Hindenburg bị lưu giữ tại Scapa Flow cùng với con tàu chị em Derfflinger và các tàu chiến-tuần dương Đức còn lại. Nó bị đánh đắm vào ngày 21 tháng 6 năm 1919 và chìm lúc 17 giờ 00. Nhiều nỗ lực đã được thực hiện nhằm trục vớt nó đã không thành công; cuối cùng vào ngày 23 tháng 7 năm 1930 con tàu cuối cùng cũng được cho nổi lên. Nó được tháo dỡ tại Rosyth từ năm 1930 đến năm 1932. Chiếc chuông của nó được trao trả cho Hải quân Liên bang Đức vào ngày 28 tháng 5 năm 1959.